# Lucia Popp

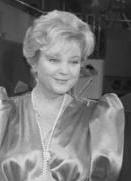
Lucia Popp beim Benefizkonzert der ZNS – Hannelore Kohl Stiftung 1986, Ausschnitt.

Lucia Popp (slowakisch: Lucia Poppová; * 12. November 1939 in Ungeraiden, Slowakische Republik; † 16. November 1993 in München) war eine slowakische Opernsängerin (Sopran). Sie war slowakischer, mährischer, deutscher und rumänischer Abstammung.

## Leben
Zunächst begann die Tochter des musikbegeisterten Ingenieurs Rudolf Popp und der Konzertsängerin Emilie „Milada“ Štolpa (mit ungarischen, mährischen, rumänischen Vorfahren) ein Medizinstudium mit dem Ziel, Kinderärztin zu werden. Nach zwei Semestern an der Universität entschied sie sich jedoch für ein Schauspielstudium an der Hochschule für Musische Künste Bratislava (VŠMU) in der CSSR. Ihr schauspielerisches Talent konnte sie in zwei Filmrollen unter Beweis stellen: 1957 in Štyridsatštyri (deutsch: „Vierundvierzig“) und 1962/63 mit der weiblichen Hauptrolle in Jánošik (so etwas wie der slowakische Robin Hood). Als sie die Nicole in Molières Der Bürger als Edelmann spielte und eine Art Pastorale sang, hörte sie die ehemalige Koloratursängerin der Wiener Volksoper Anna Hrušovská, die das Stimmpotential der singenden Schauspielerin sofort erkannte und ihr riet, zur Musik zu wechseln. Lucia Popp befolgte diesen Rat und ließ ihre Stimme bei der erfahrenen Pädagogin von 1959 bis 1963 an der Musikakademie von Bratislava ausbilden.
In Bratislava am dortigen Opernhaus debütierte Popp 1963 in einer ihrer Glanzrollen, der Königin der Nacht, die sie noch im selben Jahr, nachdem sie umgehend von der Wiener Staatsoper engagiert wurde, unter der Leitung Otto Klemperers in dessen Studiofassung von Wolfgang Amadeus Mozarts Oper Die Zauberflöte aufnahm. „Sie sind ein Wundertier!“, soll Elisabeth Schwarzkopf ob der stimmlichen Leistungen der jungen Sopranistin ausgerufen haben.
Von 1966 bis 1977 war Popp festes Ensemble-Mitglied der Kölner Oper. In dieser Zeit wirkte sie u. a. maßgeblich mit an dem sieben Opern umfassenden Mozart-Zyklus von Jean-Pierre Ponnelle, Dirigent István Kertész. Ihr Debüt als Oscar in Verdis Un ballo in maschera im Mai 1966 am Royal Opera House London war der Beginn ihrer Weltkarriere. Gastauftritte führten sie u. a. seit 1967 an die Metropolitan Opera New York, die Mailänder Scala, die Opéra national de Paris, die Bayerische Staatsoper, die Hamburgische Staatsoper oder an das Theater an der Wien sowie zu den Salzburger Festspielen. Außerdem wirkte sie in mehreren Fernsehverfilmungen mit, unter anderem 1967 als Christel von der Post in Carl Zellers Operette Der Vogelhändler und 1969 als Marie in Albert Lortzings Oper Zar und Zimmermann sowie in Verfilmungen von Carmina burana, Verkaufte Braut, Rosenkavalier, Undine und Fledermaus.

Autogramm Lucia Popp 1968

In den frühen 1970er-Jahren wechselte sie allmählich vom Soubretten- und Koloraturfach (Königin der Nacht, Blonde in Die Entführung aus dem Serail, Adele in Die Fledermaus 1964/5) ins lyrische Fach (z. B. Pamina in Die Zauberflöte, Servilia in La clemenza di Tito, Zdenka in Arabella oder Sophie im Rosenkavalier). Etwa zehn Jahre später vollzog sie ihren zweiten Wechsel ins jugendlich-dramatische Sopranfach (z. B. Eva in Die Meistersinger von Nürnberg oder Elsa in Lohengrin). Wegen der Nachdunkelung ihrer Stimme sang sie in ihrer späteren Laufbahn auch die Daphne in Richard Strauss’ gleichnamiger Oper.
Im Liedbereich steht Popp vor allem als Interpretin der Mahler-Lieder. Sie war diesbezüglich eine von Leonard Bernsteins Lieblingssängerinnen. Aber auch ihre Aufnahmen von Schubert- und Schumann-Liedern zeugen von ihrer musikalischen Meisterschaft. Die dafür notwendigen sprachlichen Grundlagen erarbeitete sie sich in weniger als zwei Jahren. Ob das auf ihre deutschen Vorfahren zurückzuführen ist, ist Spekulation. Ihr Deutsch war nie akzentfrei, aber immer idiomatisch und in ihren Darstellungen verband sie Ernst und Komik, am besten bei den Liedern im Volkston von Brahms, Dvořák, Prokofjew, Kodály, Janáček und (wieder) Mahler. Aber auch ihre Interpretation deutschsprachiger Kinder- und Wiegenlieder zeigt eine unvoreingenommene Herangehensweise. Ihre Managerin war Lydie Störl in München. Popp arbeitete unter anderem unter den Dirigenten Karajan, Klemperer, Kleiber, Solti, Bähm, Sawallisch, Sinopoli, Kubelik und Bernstein.
Lucia Popp war in erster Ehe mit dem Dirigenten Georg Fischer, in zweiter Ehe mit Peter Jonas und in dritter Ehe mit dem 15 Jahre jüngeren Tenor Peter Seiffert verheiratet.
Sie erlag im Alter von 54 Jahren einem inoperablen Gehirntumor und ruht auf dem Friedhof Slávičie údolie (Gruppe 31) in Bratislava, Slowakei.

## Diskografie

### Gesamtaufnahmen (Auswahl)
- Beethoven: Fidelio, Marzelline, mit Janowitz, Kollo, Sotin, Fischer-Dieskau, Jungwirth. Ltg. Bernstein (DGG)
- Bizet: Djamileh, Djamileh, mit Bonisolli, Lafont. Ltg. Gardelli (Orfeo)
- Brahms: Ein deutsches Requiem, mit Brendel, Prager Philharmonischer Chor, Tschechische Philharmonie, Ltg. Giuseppe Sinopoli (Polydor, 1983)
- Donizetti: L’elisir d’amore, Adina (RCA)
- Flotow: Martha, Martha (EMI)
- Gluck: Orfeo ed Euridice, Euridice, mit Lipovsek, Kaufmann, Ltg. Hager (RCA)
- Händel: Serse, Romilda, mit Forrester, Tyler, Lehane, Miller, Hemsley, Brannigan, Ltg. Priestman (DGG, 1965)
- Humperdinck: Hänsel und Gretel, Gretel, mit Schlemm, Fassbaender, Gruberová, Hamari, Burrowes, Berry, Ltg. Solti (Decca)
- Humperdinck: Hänsel und Gretel, Taumännchen, mit Moffo, Donath, Ludwig, Fischer-Dieskau, Berthold, Augér, Ltg. Eichhorn (RCA)
- Janáček: Jenufa, Karolka, mit Hönger, Felbermayer, Pantscheff, Miljakovic, Jurinac, Mödl, Kmentt, Braun, Konetzni, Cox, Ltg. Jaroslav Krombholc (Myto)
- Janáček: Das schlaue Füchslein, Füchslein, mit Randova, Jedlicka, Blachut, Ltg. Mackerras (Decca)
- Lehár: Der Graf von Luxemburg (EMI)
- Leoncavallo: La Bohème, Mimi (Orfeo)
- Mozart: Die Entführung aus dem Serail, Blonde (EMI)
- Mozart: Die Zauberflöte, Königin der Nacht, mit Janowitz, Berry, Gedda, Frick, Ltg. Klemperer (EMI)
- Mozart: Die Zauberflöte, Pamina, mit Jerusalem, Brendel, Zednik, Gruberova, Ltg. Haitink (EMI)
- Mozart: Die Zauberflöte, Pamina, mit Araiza, Brendel, Moll, Gruberova, Ltg. Sawallisch, DVD (DGG)
- Mozart: Don Giovanni, Zerlina, mit Weikl, Sass, M. Price, T. Krause, Ltg. Solti (Decca)
- Mozart: Idomeneo, Ilia, mit Pavarotti, Baltsa, Nucci, Gruberova, Ltg. Pritchard (Decca)
- Mozart: La clemenza di Tito, Servilia, Ltg. Kertész (Decca)
- Mozart: La clemenza di Tito, Vitellia, Ltg. Harnoncourt (Teldec)
- Mozart: Le nozze di Figaro, Gräfin Almaviva, mit v. Dam, Hendricks, Raimondi, Baltsa, Ltg. Marriner (Philips)
- Mozart: Le nozze di Figaro Susanna, mit Te Kanawa, von Stade, Allen, Ramey, Ltg. Solti (Decca)
- Orff: Carmina Burana mit Unger, Wolansky, Noble, Ltg. Frühbeck de Burgos (EMI)
- Orff: Carmina Burana mit van Kesteren, Prey, Ltg. Kurt Eichhorn (RCA)
- Puccini: La Bohème, Mimi mit Araiza, Daniels, Brendel, Baumann, Rootering, Ltg. Soltesz (EMI, in deutscher Sprache)
- Puccini: Il tabarro, Giorgetta (RCA)
- Puccini: Suor Angelica, Angelica (RCA)
- Strauß, J. (Sohn): Die Fledermaus, Adele, mit Varady, Weikl, Kollo, Prey, Ltg. C. Kleiber (DGG)
- Strauß, J. (Sohn): Die Fledermaus, Rosalinde, mit Lind, Baltsa, Seiffert, Brendel, Rydl, Ltg. Domingo (EMI)
- Strauss, R.: Daphne, Daphne, mit Goldberg, Schreier, Wenkel, Moll, Ltg. Haitink (EMI)
- Strauss, R.: Der Rosenkavalier, Sophie, mit Domingo, Ludwig, G. Jones, Berry, Ltg. Bernstein (Sony)
- Strauss, R.: Der Rosenkavalier, Sophie, mit Fassbaender, Jones, Jungwirth, Kusche, Ltg. C. Kleiber
- Strauss, R.: Intermezzo, Christine, mit Dallapozza, Fischer-Dieskau, Finke, Ltg. Sawallisch (EMI)
- Strauss, R.: Die Frau ohne Schatten, mit Seiffert, De Vol, Titus, Martin, Lipovsek, Ltg. Sawallisch, DVD (TDK)
- Verdi: Rigoletto, Gilda (RCA)
- Wagner: Tannhäuser und der Sängerkrieg auf der Wartburg, Elisabeth, mit König, Moll, Weikl, Meier, Ltg. Haitink (EMI, 1985)

### Liedaufnahmen (Auswahl)
- Grieg: Peer Gynt mit Ambrosian Singers, Academy of St. Martin in the Fields, Ltg. Neville Marriner (EMI)
- Mahler: Des Knaben Wunderhorn mit Walton Grönroos, Israel Philharmonic Orchestra, Ltg. Leonard Bernstein (DGG)
- Mahler: Des Knaben Wunderhorn mit Andreas Schmidt, Concertgebouw Orchestra Amsterdam, Ltg. Leonard Bernstein (DGG)
- Mahler: Des Knaben Wunderhorn mit Bernd Weikl, London Philharmonic Orchestra, Ltg. Klaus Tennstedt (EMI)
- Prokofjew/Kodály/Mahler/Brahms: Liederabend im Mozarteum 1981 mit Geoffrey Parsons (Orfeo)
- Schubert: The Hyperion Schubert Edition Vol. 17 mit Graham Johnson (Hyperion)
- Schumann: Frauenliebe und -leben mit Geoffrey Parsons (RCA)
- Strauss: Vier letzte Lieder, London Philharmonic Orchestra, Ltg. Klaus Tennstedt (EMI)
- Strauss: Vier letzte Lieder, London Symphony Orchestra, Ltg. Michael Tilson Thomas (Sony)
- Strauss: Lieder mit Wolfgang Sawallisch (EMI)
- Die schönsten deutschen Kinder- und Wiegenlieder (Orfeo)

## Fernsehaufzeichnungen (Auswahl)
- Fidelio, mit Gundula Janowitz, Lucia Popp, René Kollo, Manfred Jungwirth, Hans Sotin, Adolf Dallapozza, Regie: Otto Schenk, Dirigent: Leonard Bernstein, Wiener Philharmoniker
- Der Rosenkavalier, mit Benno Kusche, Brigitte Fassbaender, Gwyneth Jones, Lucia Popp, Manfred Jungwirth, Anneliese Waas, David Thaw, Gudrun Wewezow, Francisco Araiza; Regie: Otto Schenk, Dirigent: Carlos Kleiber, Orchester und Chor der Bayerischen Staatsoper (Bayerische Staatsoper 1979)
- Die Fledermaus, mit Bernd Weikl, Lucia Popp, Erich Kunz, Brigitte Fassbaender, Josef Hopferwieser, Walter Berry, Edita Gruberova, dem Chor und Orchester der Wiener Staatsoper, Dirigent: Theodor Guschlbauer, Regie: Otto Schenk (1980)

## Auszeichnungen, Ehrungen, Preise

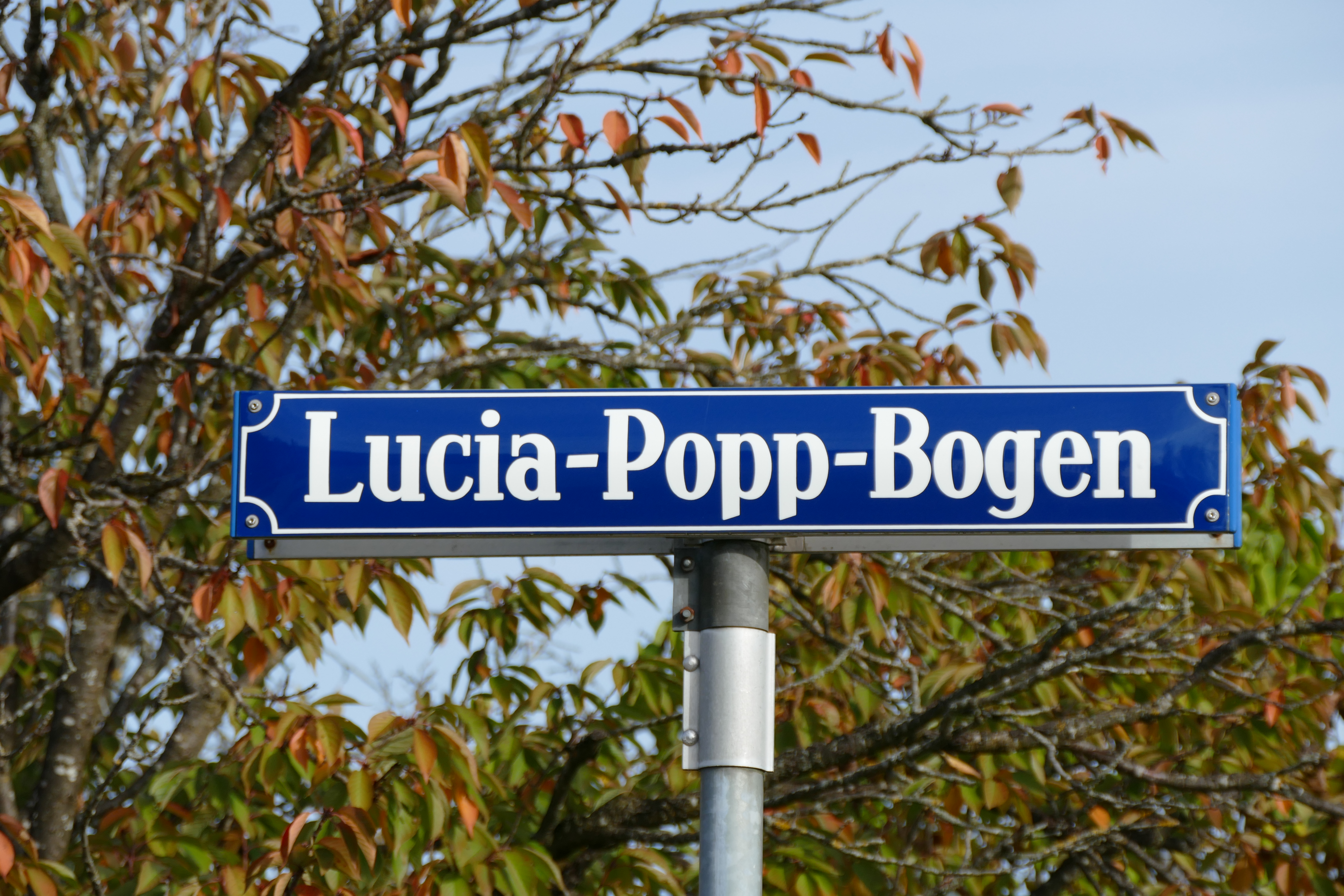
Der Lucia-Popp-Bogen in München Obermenzing

- 1979: österreichische Kammersängerin[16]
- Silberne Rose der Wiener Philharmoniker
- 1983: bayerische Kammersängerin[16]
- 1990: Goldene Ehrenmedaille der Bundeshauptstadt Wien[16]
- 1994:[18] Im Münchner Stadtteil Obermenzing wurde eine Straße, der Lucia-Popp-Bogen, nach der Sängerin benannt